# Bote

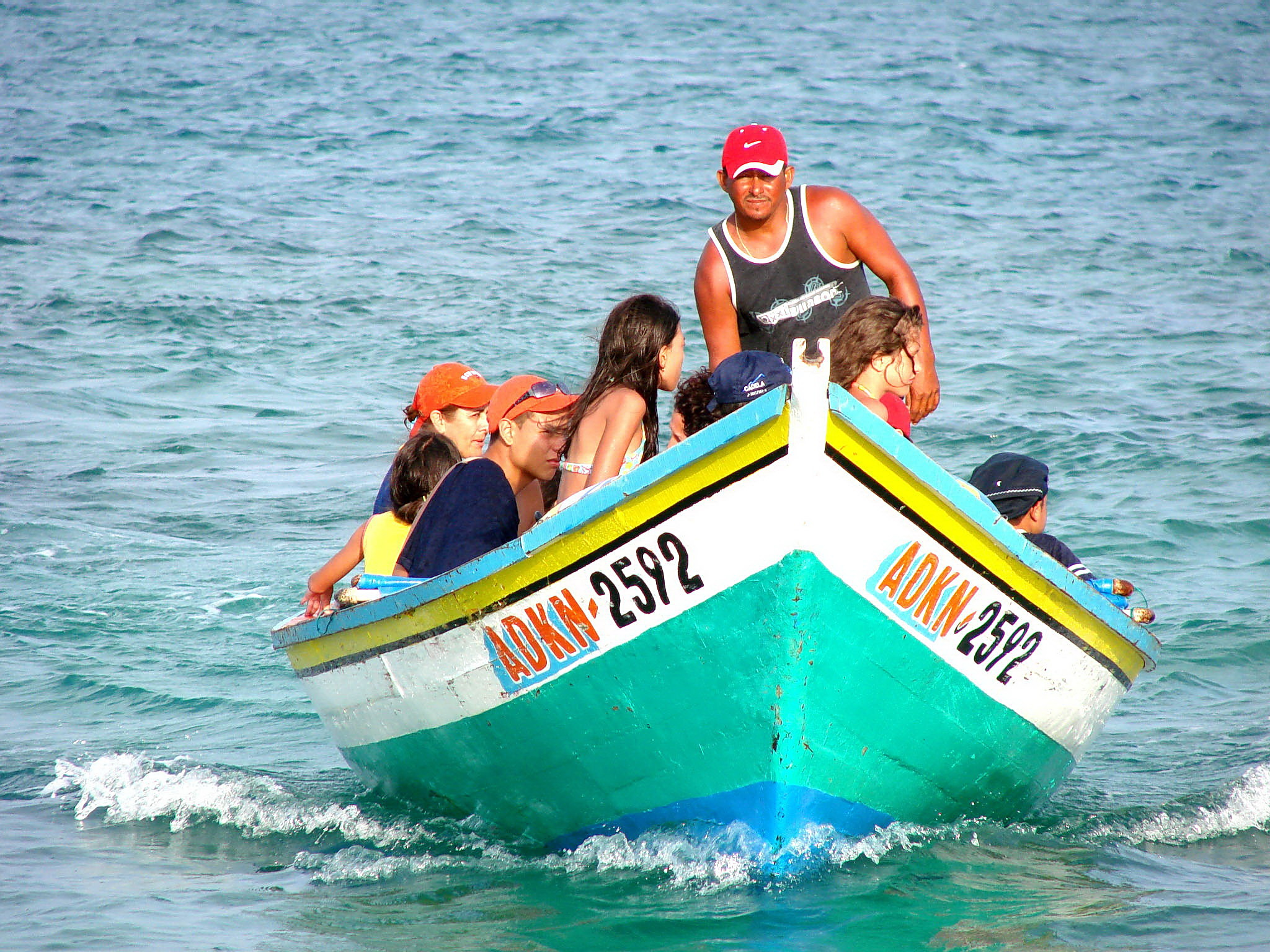
Um bote de madeira operando próximo à costa.

Um bote é uma embarcação de pequeno porte concebida para navegar. São normalmente usados em lagos próximos à costa ou em áreas costeiras protegidas. Existem no entanto botes projetados para serem operados a partir de um navio em mar aberto. Em termos navais, um bote é algo pequeno o suficiente para ser carregado a bordo de outra embarcação (um navio).